# Pedicularis minima
Pedicularis minima là loài thực vật có hoa thuộc họ Cỏ chổi. Loài này được Tsoong & S.H. Cheng mô tả khoa học đầu tiên năm 1963.